# ۷۴۳ (میلادی)

## رویدادها
- زمین‌لرزه دروازده خزر. در اواخر بهار ۷۴۳ م زمین لرزه ویرانگری در خاوری، در منطقه دروازه خزر، یعنی تنگ سر دره که از میان کوه نمک می‌گذرد روی داد.